# Petra (cygne)
Pour les articles homonymes, voir Petra.
Petra est un cygne noir femelle qui a fait les manchettes des médias allemands, puis internationaux, entre 2006 et 2008 après s’être épris d’un pédalo adoptant la forme de l'un de ses congénères, sur l'Aasee, un lac de Münster, en Allemagne. 
Petra ayant été portée disparue début janvier 2009, des recherches mobilisant citoyens et médias ont été entreprises pour la retrouver.
L'anecdote a inspiré un livre pour enfants, Ebonys Traum, publié en 2011. 
L'oiseau a été revu au printemps 2013 à Osnabrück, avec un nouveau partenaire, de type animal cette fois.

## Histoire
Le cygne noir est apparu en mai 2006 sur le lac Aasee. Surnommé « Peter noir » d'après le nom du propriétaire du pédalo, Peter Overschmidt, il a été renommé « Petra » après une analyse génétique qui a montré que c'était une femelle.